# Бистровка (Новосибірська область)
Бистровка (рос. Быстровка) — село в Іскітимському районі Новосибірської області Російської Федерації.
Входить до складу муніципального утворення Бистровська сільрада. Населення становить 1029 осіб (2010).

## Історія
Згідно із законом від 2 червня 2004 року органом місцевого самоврядування є Бистровська сільрада.

## Населення
| 2002 | 2007  | 2010  |
| ---- | ----- | ----- |
| 1246 | ↗1789 | ↘1029 |